# Гама да Силва, Донато
Донато Гама да Силва (исп. Donato Gama da Silva; родился 31 декабря 1962 года в Рио-де-Жанейро, Бразилия) — испанский футболист бразильского происхождения, полузащитник. Известен по выступлениям за клубы «Атлетико Мадрид», «Депортиво Ла-Корунья» и сборную Испании. Участник чемпионата Европы 1996 года.

## Клубная карьера
Донато начал карьеру в клубе «Америка» из своего родного города. Отыграв в команде два сезона он покинул Рио-де-Жанейро и перешёл в «Васко да Гама». В новом клубе Донато столкнулся с высокой конкуренцией и за четыре сезона появился на поле всего в 49 матчах.
В 1988 году он принял приглашение мадридского «Атлетико» и переехал в Испанию. В новой команде Донато стал одним из лидеров и дважды помог «матрасникам» выиграть Кубок Испании. В 1993 он перешёл в «Депортиво Ла-Корунья», где в то время подобрался очень сильный состав. За команду выступали Мирослав Джукич, Жак Сонго’о, Фран и два его соотечественника Бебето и Мауро Силва. Новой команде Донато помог выиграть Ла Лигу, а также несколько раз воевать Кубок и Суперкубок Испании. Основную часть своих голов за клуб он забил дальними ударами, исполняя штрафные или с игры.
В 2002 году Донато побил 43-летний рекорд, став самым возрастным футболистом забивавшим в лиге. Также он стал рекордсменом по количеству проведённых в Ла Лиге матчей футболистом, родившимся за пределами Испании — 466 игр за 15 сезонов. Донато занимает четвёртое место среди рекордсменов «Депортиво» по количеству сыгранных за клуб матчей — 303. После окончания карьеры в 2003 году он решил стать тренером.

## Международная карьера
В 1990 году Донато получил испанское гражданство и у него появилась возможность выступать за сборную Испании.
16 ноября 1994 года в отборочном матче чемпионата Европы 1996 против сборной Дании Донато дебютировал за сборную Испании. В этом же поединке он забил свой первый гол за национальную команду.
В 1996 году Донато попал в заявку сборной на участие в чемпионате Европы в Англии. На турнире он сыграл в матче против сборной Болгарии

### Голы за сборную Испании
| #  | Дата            | Место                                   | Противник | Счёт | Результат | Соревнование                |
| -- | --------------- | --------------------------------------- | --------- | ---- | --------- | --------------------------- |
| 1. | 16 ноября 1994  | Рамон Санчес Писхуан, Севилья, Испания  | Дания     | 2:0  | 3:0       | Отборочный турнир Евро 1996 |
| 2. | 17 декабря 1994 | Констант Ванден Сток, Брюссель, Бельгия | Бельгия   | 1:2  | 1:4       | Отборочный турнир Евро 1996 |
| 3. | 18 января 1995  | Риасор, Ла-Корунья, Испания             | Уругвай   | 2:2  | 2:2       | Товарищеский матч           |

## Достижения
Командные
 «Атлетико Мадрид»
- Обладатель Кубка Испании — 1990/1991,1991/1992

 «Депортиво Ла-Корунья»
- Чемпионат Испании по футболу — 1999/2000
- Обладатель Кубка Испании — 1994/1995, 2001/2002
- Обладатель Суперкубка Испании (3): 1995, 2000, 2002